# Aiaia

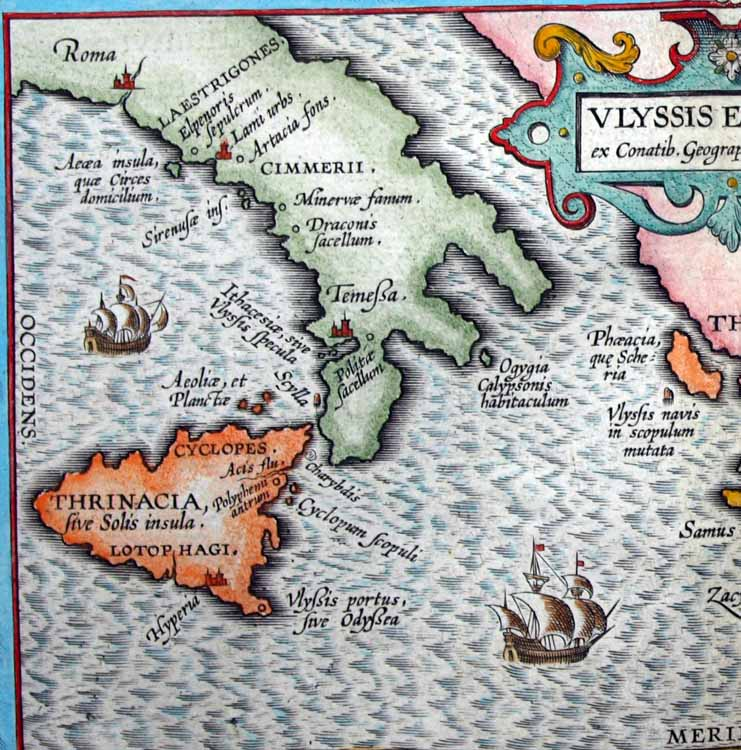
Abraham Ortelius hat auf dieser Karte von 1642 Aeaea mit Ischia (südlich von Rom) gleichgesetzt

Aiaia oder Aeaea (altgriechisch Αἰαία Aiaía oder Αἶα Aía, lateinisch Aea) ist ein mythischer Ort in der Geographie der Griechen, von dem die Bezeichnung Αἰαίη Aiaíē als Beiname für Kirke abgeleitet wurde.
In der Odyssee ist Aiaia eine bewaldete Insel, auf der die Zauberin Kirke zusammen mit jenen Tieren lebt, in die sie fast alle Besucher verwandelt. Der Ort liegt am Okeanos, also eventuell außerhalb des Mittelmeeres. Ferner heißt es in der Odyssee, die Insel befinde sich dort, wo Eos’ Haus und Reigenplätze sind und der tägliche Aufgang des Helios, woraus sich ableiten lässt, dass Homer Aiaia fern im Osten verortet. In der Argonautika des Apollonios von Rhodos liegt Kirkes Insel dagegen im Westen. Wahrscheinlich hat bereits Hesiod die Kirkeinsel im Westen lokalisiert. Der Historiker Armin Wolf vermutet, Aiaia sei die Insel Ustica.
Früher soll die Insel im Besitz des Chryses, des „Goldenen“, des Vaters von Minyas und Ahnen von Phrixos, gewesen sein. 
Mit der Bezeichnung Aia wird eine Stadt im Osten am Fluss Phasis genannt, wo Aietes, der Sohn des Helios und Bruder der Kirke, herrschte. Aietes war der Herrscher von Kolchis. Hier befand sich das Waldstück, in dem das Goldene Vlies aufgehängt war.